# Auf dem Wasser zu singen

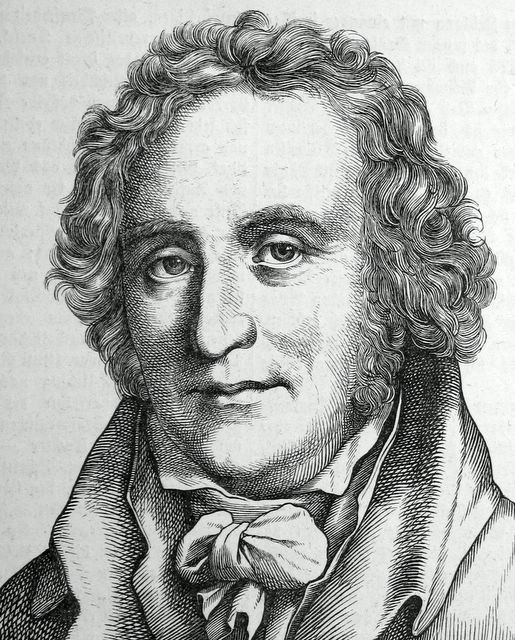
Friedrich Leopold zu Stolberg-Stolberg

Auf dem Wasser zu singen ist ein Gedicht, das 1782 von Graf Friedrich Leopold zu Stolberg-Stolberg, einem deutschen Dichter, Übersetzer und Juristen, geschrieben wurde.
Friedrich Leopold zu Stolberg-Stolbergs revolutionär-pathetische Gedichte werden zum Sturm und Drang gezählt. 
„Auf dem Wasser zu singen“ wurde im Musen-Almanach für 1783 von Johann Heinrich Voß erstmals veröffentlicht unter dem Titel „Lied auf dem Wasser zu singen, für meine Agnes.“ 
Franz Schubert vertonte neun Gedichte von Stolberg, unter ihnen auch „Auf dem Wasser zu singen“ (D 774). Das Lied für Singstimme mit Klavierbegleitung gehört zu den beliebtesten Schubert-Liedern. Franz Liszt bearbeitete dieses Stück und veröffentlichte eine Klavieretüde ohne Singstimme unter dem Titel „Auf dem Wasser zu singen“.